# Estação Primeira de Mangueira

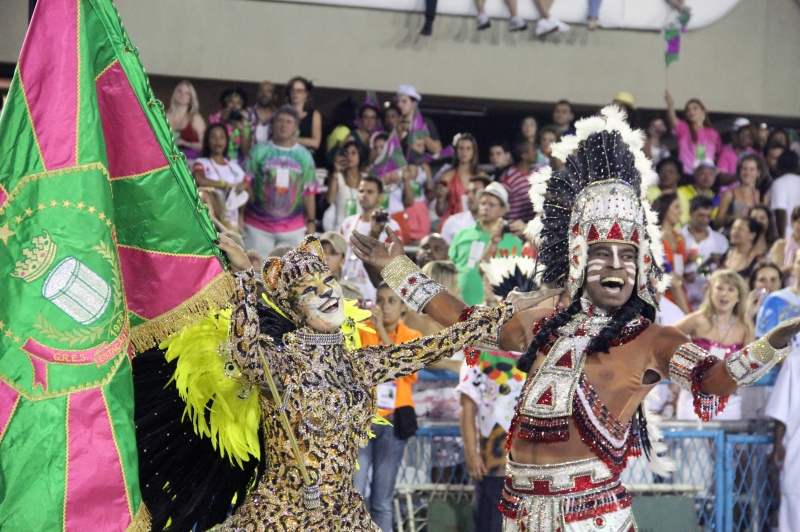
Från karnevalen 2012.

Grêmio Recreativo Escola de Samba Estação Primeira de Mangueira, Estação Primeira de Mangueira eller bara Mangueira är den populäraste och en av de äldsta sambaskolorna i Rio de Janeiro.
Sambaskolan, vars träningslokal ligger på gränsen till en favela, är inte bara en dansklubb utan bedriver också socialt arbete, bland annat ett daghem.

## Historia
Mangueira grundades 28 april 1928 i Morro da Mangueira i stadsdelen Maracanã som en sammanslutning av sex karnevalsmusikgrupper. Musikern Angenor de Oliveira, känd som Cartola, var med från början. 
Mangueira har vunnit Rios karnevalsmästerskap 20 gånger, senast år 2019.

## Kännetecken
Skolans färger är grönt och rosa. Dess symbol är bastrumman Surdo.

## Offentliga föreställningar
Förutom vid karnevalen, kan allmänheten uppleva skolan under de avgiftsbelagda övningskvällar som anordnas i veckosluten under halvåret innan karnevalen. Lokalens läge uppfattas som säkrare än de flesta andra sambaskolors, men Rio-bor föredrar att resa dit och bli hämtade av en pålitlig taxichaufför.

## Socialt arbete
Mangueira bedriver ett omfattande socialt arbete, bland annat 
- Sportaktiviteter för barn och unga: friidrott, simning, capoeira, basket, fotboll, futsal, babysim
- Yrkesutbildningar, till exempel: frisörassistent, brandman
- Hjälp med myndighetskontakter och administration, till exempel skaffa röstkort, id-kort och andra dokument
- Vaccinationer för barn under coronapandemin
- Semesterläger för barn och unga
- Ekonomiskt bistånd till behövande
- Enklare hälsoundersökningar som blodtrycksmätning